# Zone de protection paysagère du Mecsek oriental
La Zone de protection paysagère du Mecsek oriental (hongrois : Kelet-Mecsek Tájvédelmi Körzet, prononcé [ˈkɛlɛtˌmɛtʃɛk ˈtaːjveːdɛlmi ˈkøɾzɛt]) est une aire protégée située dans les comitats de Baranya et Tolna, au nord de Pécs, et dont le périmètre est géré par le parc national Duna-Dráva. Celui-ci comprend une partie du massif du Mecsek, notamment son point culminant : le Zengő.